# Convento de la Encarnación (Ávila)
El convento de la Encarnación es un convento de clausura de monjas carmelitas que se encuentra en la ciudad española de Ávila, en la comunidad autónoma de Castilla y León. Este convento se tornó conocido porque en él ingresó Santa Teresa de Jesús en 1535, donde fue primero monja y después madre priora, antes de comenzar las fundaciones de conventos de su nueva orden religiosa: la Orden de los Carmelitas Descalzos.
Ha sido expresamente declarado en 1985  Patrimonio de la Humanidad, como elemento individual integrante del conjunto Ciudad vieja de Ávila e iglesias extramuros (ref. 348-009, con un ámbito protegido de  0.72 ha).

## Descripción
La iglesia fue edificada sobre el solar que ocupaba la vivienda familiar y el convento de San José. La fachada de estilo renacentista contrasta con la espadaña que se añadió en el siglo XVIII.
Consta de cuatro naves de dos plantas. El patio central estaba rodeado de por un claustro de dos alturas. Sufrió diversas restauraciones en el siglo XVIII. Sobre la celda de Santa Teresa se levantó una capilla en 1630.
En el interior de la iglesia son notables los retablos y altares de estilo barroco. En clausura se conservan las celdas, dos coros y dos claustros, entre otros. 
El museo del monasterio conserva testimonios históricos de Santa Teresa y piezas de arte como tallas o pinturas y un dibujo de San Juan de La Cruz que representa a cristo crucificado desde una visión elevada. También son visitables los locutorios originales donde Santa Teresa recibía a personalidades durante su estancia en el convento y fueron testigos de momentos de misticismo.

## Galería de imágenes

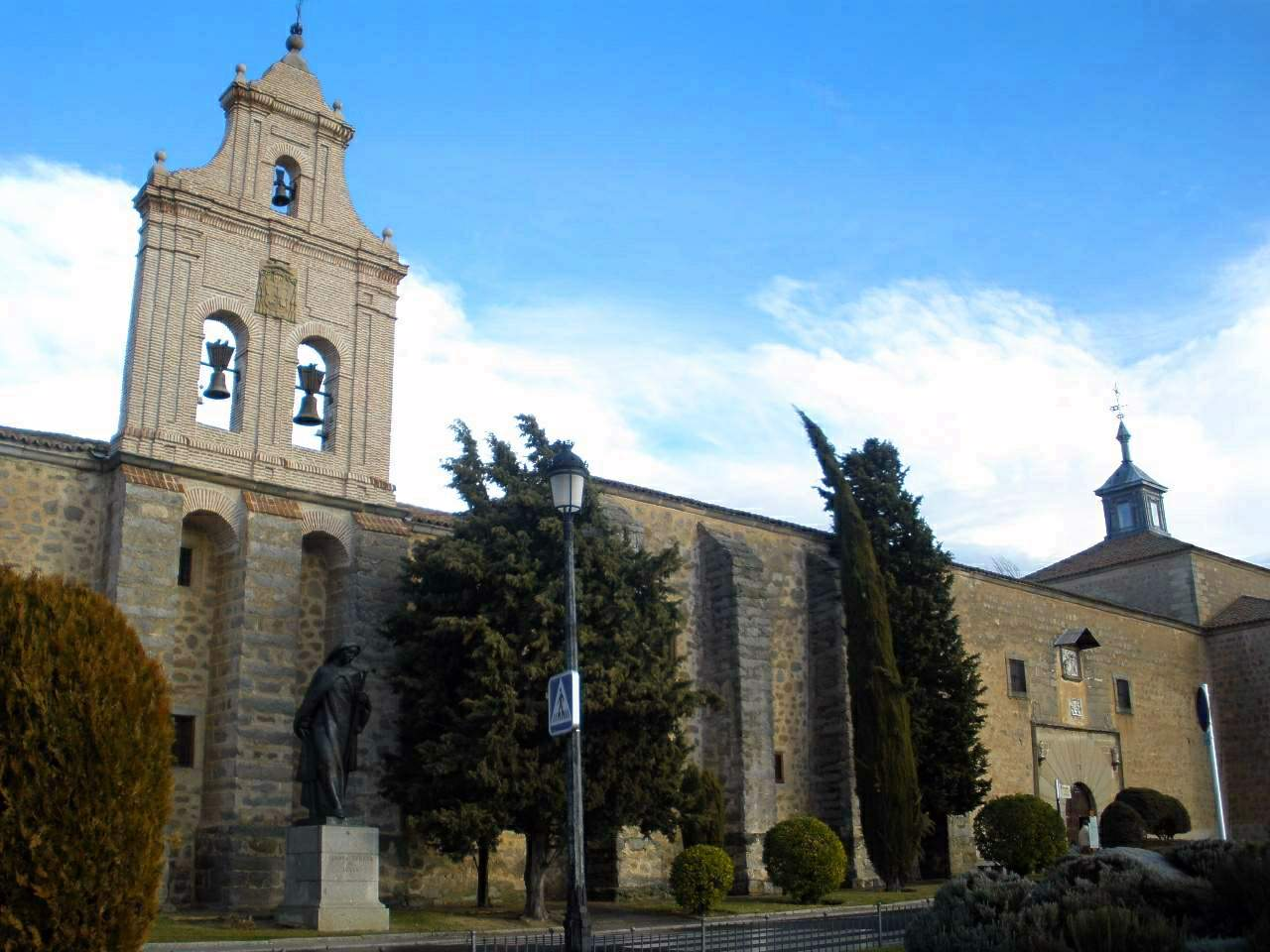
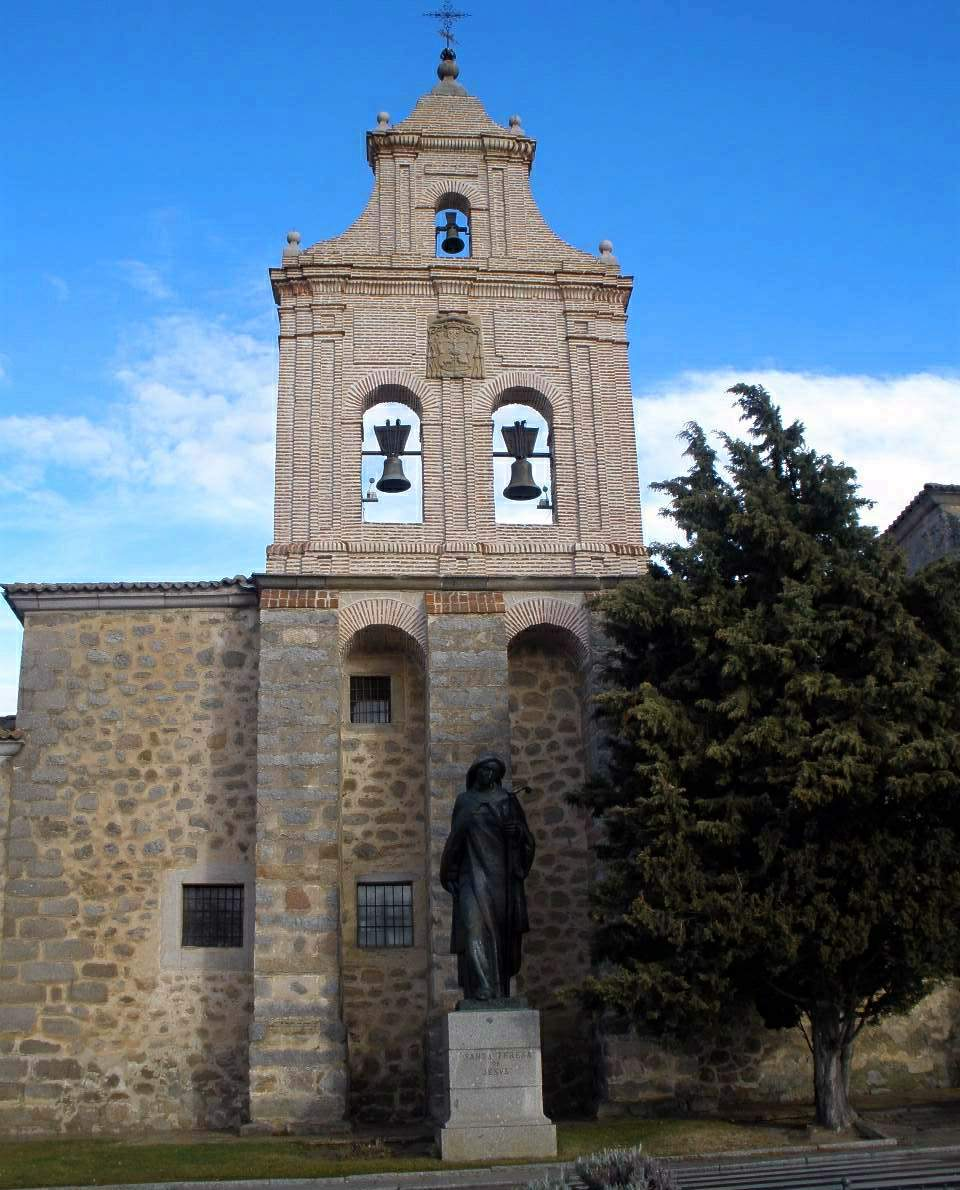
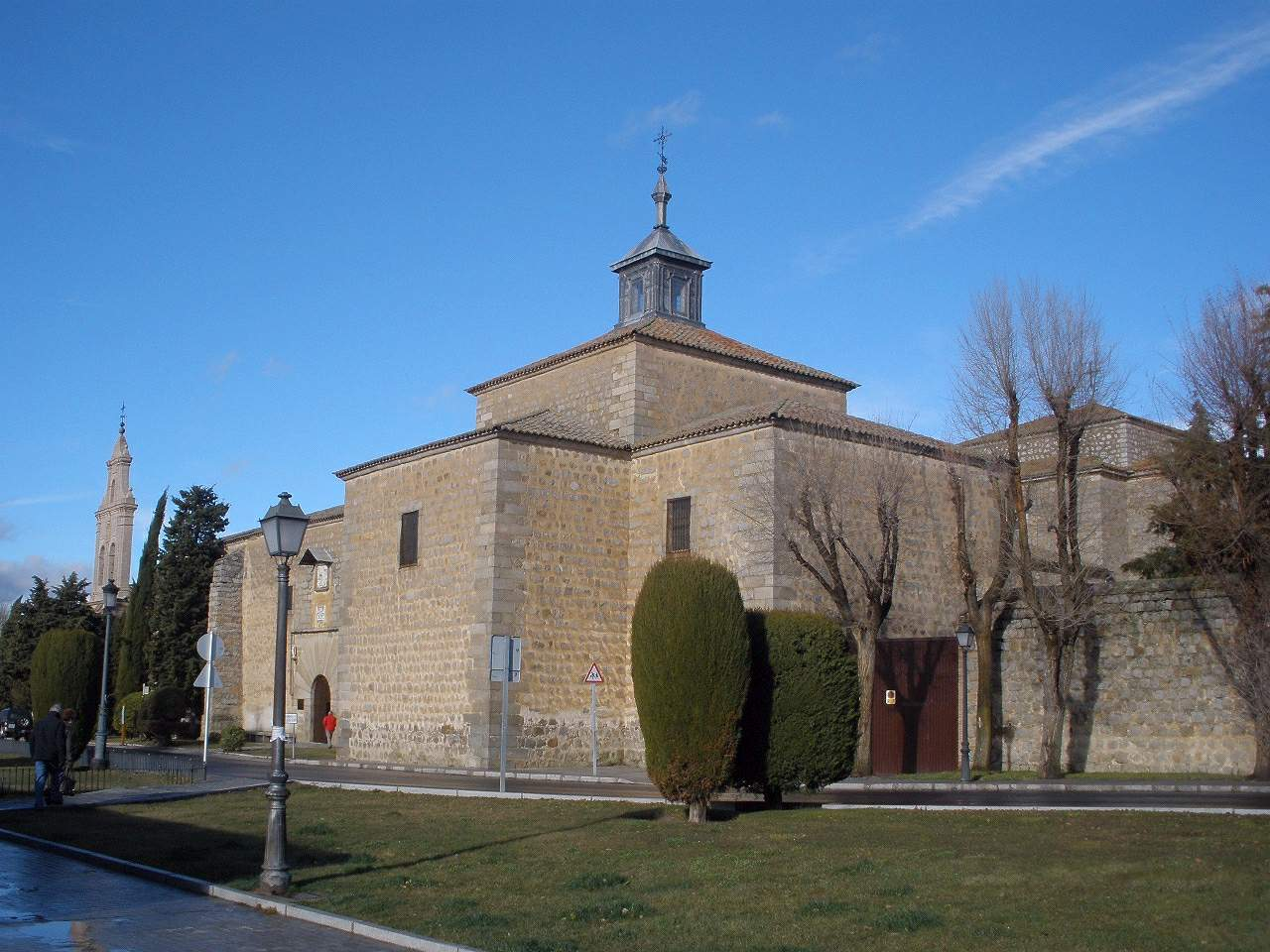
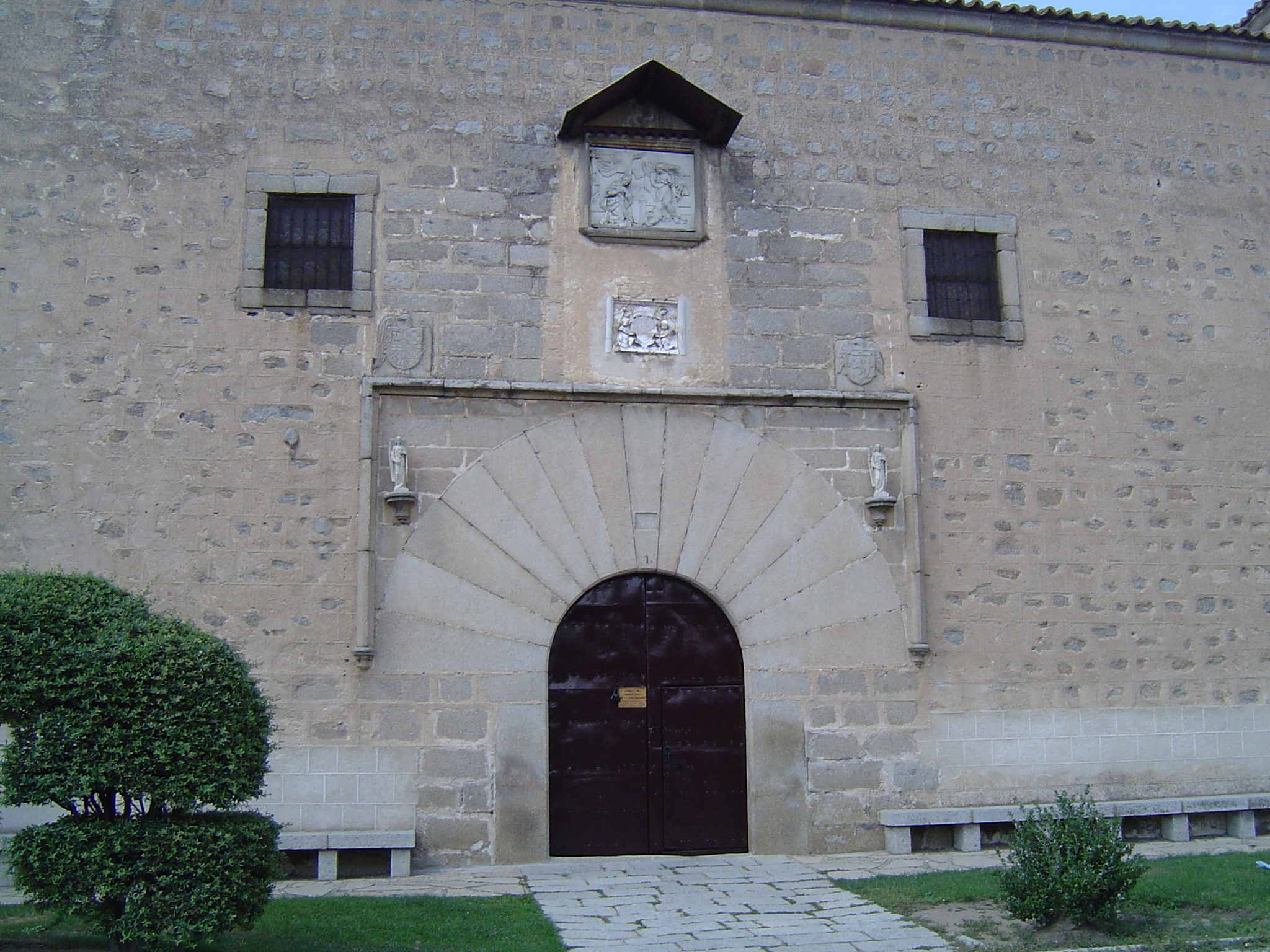
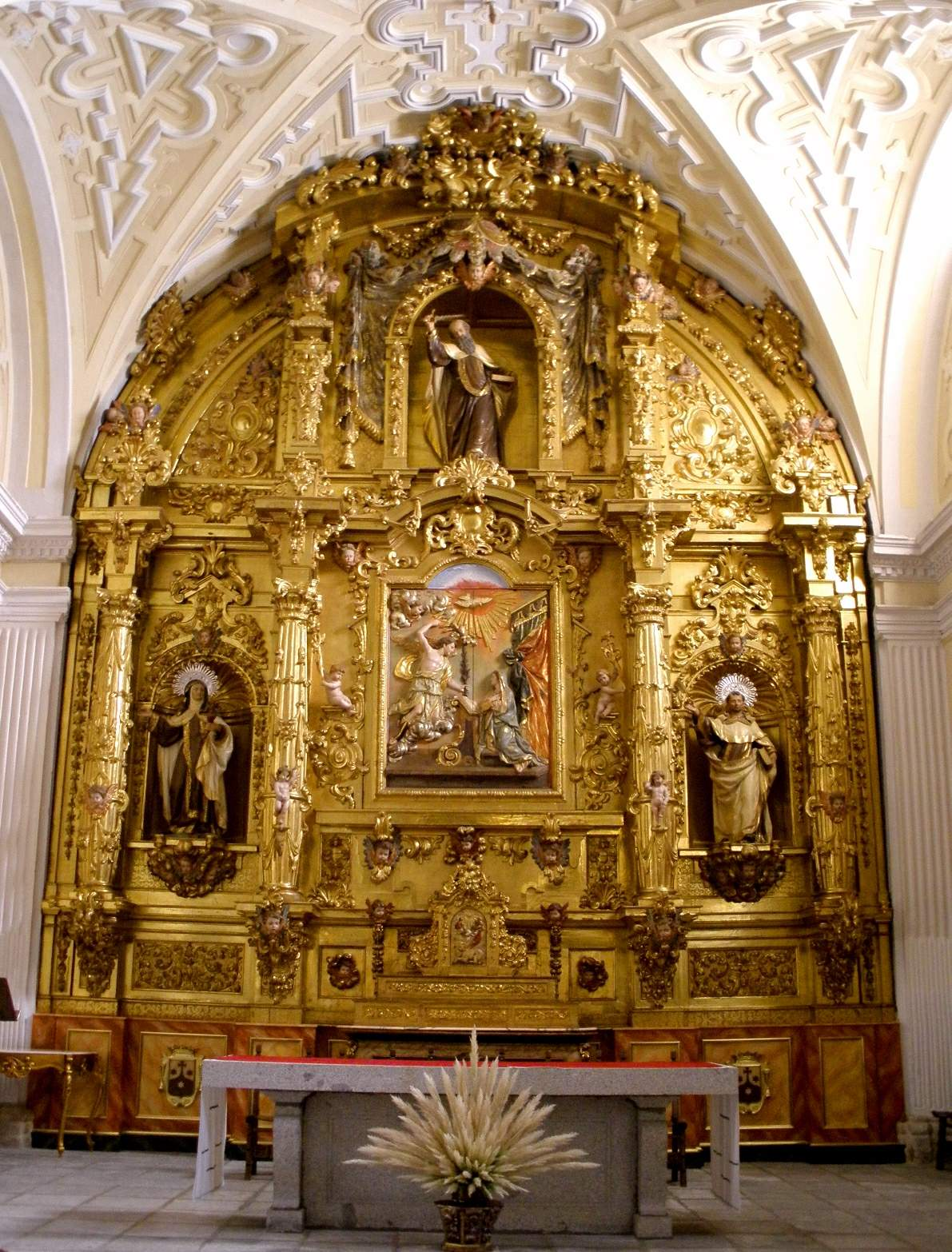